# Zanclites xenurus
Zanclites xenurus è un pesce osseo estinto, appartenente agli tselfatiiformi. Visse nel Cretaceo superiore (Santoniano, circa 90 - 85 milioni di anni fa) e i suoi resti fossili sono stati ritrovati in Nordamerica. 

## Descrizione
Questo pesce, di medie dimensioni, è noto per un fossile lungo circa 60 centimetri. Possedeva un profilo ellittico, con una testa lunga e bassa e un muso appuntito. La pinna dorsale era situata all'incirca a metà del corpo, e anteriormente si innalzava grazie ai primi raggi allungati; posteriormente invece diveniva bassa e nastriforme, per poi terminare appena prima della pinna caudale. La pinna anale, pressoché opposta alla pinna dorsale, aveva una morfologia simile. Le pinne pelviche erano piccole, quasi atrofizzate, mentre le pinne pettorali erano situate in alto lungo il corpo. La pinna caudale era grande, profondamente biforcuta e dotata di due lobi pressoché identici. 

## Classificazione
Zanclites è un membro degli tselfatiiformi, un gruppo di pesci tipici del Cretaceo e solitamente dotati di grandi pinne dorsali. In particolare, Zanclites sembrerebbe essere stato un membro della famiglia Plethodidae. Zancltes xenurus venne descritto per la prima volta da Jordan nel 1924, sulla base di un fossile ben conservato proveniente dalla formazione Niobrara in Kansas (Stati Uniti). Altri pesci appartenenti alla stessa famiglia rinvenuti nella stessa formazione sono Niobrara e Pentanogmius. 